# Doornstruiknachtzwaluw
De doornstruiknachtzwaluw (Caprimulgus donaldsoni) is een vogel uit de familie van de nachtzwaluwen (Caprimulgidae).

## Kenmerken
De doornstruiknachtzwaluw is een vrij kleine nachtzwaluw van maar 18 cm lengte. Verder heeft de vogel de gebruikelijke mengeling van bruin, zwart en crèmekleurige veren die alle nachtzwaluwen hebben. Een bijzonder kenmerk zijn twee witte vlekjes op de zijkanten onder op de staart.

## Verspreiding en leefgebied
Het is een vogel van droge gebieden met struikgewas. De broedgebieden van de doornstruiknachtzwaluw liggen in Ethiopië, Kenia, Tanzania, Somalië en Zuid-Soedan.

## Status
De doornstruiknachtzwaluw heeft een groot verspreidingsgebied en daardoor is de kans op uitsterven gering. De grootte van de populatie is niet gekwantificeerd. De vogel is algemeen en plaatselijk zelfs talrijk. Er is geen aanleiding te veronderstellen dat de soort in aantal achteruit gaat. Om deze redenen staat deze nachtzwaluw als niet bedreigd op de Rode Lijst van de IUCN.